# Рокайль

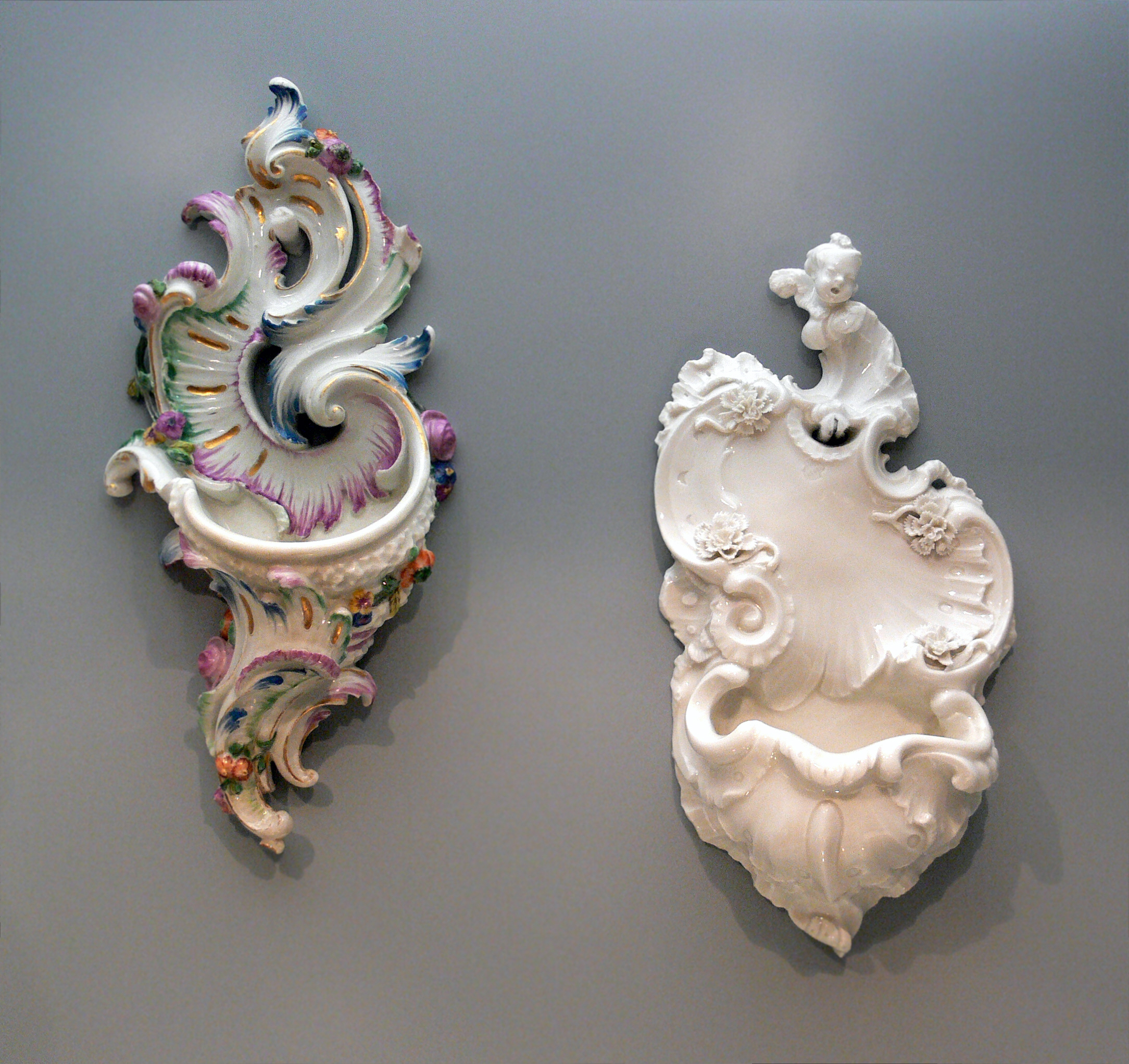
Порцелянові мисочки з рокальними мотивами (завод Німфенбург, 1760)

Рокайль (фр. rocaille — дроблене каміння; осколки; раковини) — орнаментальний мотив у вигляді стилізованої асиметричної раковини. Термін «рокайль» іноді вживають для позначення стилю рококо.